# Oswine de Deira
Oswine (també escrit Oswin o Osuine) va ser el rei de Deira, succeint al seu pare, però el seu parent Oswiu ambicionava el govern de tota Northúmbria i el va fer matar. Pel seu rebuig a la violència va ser considerat un màrtir i venerat com a sant.

## Vida
Oswine era fill d'Osric de Deira. L'arribada al tron del seu pare, potser per acontentar la gent de Deira, va dividir el regne de Northúmbria en dos: nord i sud. Osvald va tornar a aplegar nord i sud, i a la seva mort en la batalla de Maserfield, Northúmbria va passar a Oswiu,germà d'Osvald, que es va quedar al nord, al regne de Bernícia, mentre que respectava que Oswine fos rei del sud, Deira.
Després de set anys de govern amb pau, Oswiu va declarar la guerra a Oswine. Oswine va renunciar entrar en batalla i es va retirar a Gilling, a casa del seu amic,el comte Humwald. Humwald va trair Oswine, i el va lliurar als soldats d'Oswiu el qual el va matar.

## Veneració
En la cultura anglosaxona s'assumia que quan algú era assassinat, el parent més proper havia de venjar la seva mort o reclamar alguna mena de compensació (com ara el pagament del wergeld per part dels familiars de l'assassí). Tanmateix, el parent més proper d'Oswine era l'esposa del seu assassí. Per tal de fer justícia o compensació, Oswiu va fundar un monestir que va ser administrat a mitges per membres de les dues famílies, i es va encomanar als religiosos d'aquest monestir que llegissin pregàries per la salvació de l'ànima d'Oswine i pel perdó d'Oswiu. Va ser en aquest monestir on, anys després, es faria la petició de declarar sant a Oswine.
Oswine és un dels molts reis anglosaxons que van ser venerats en monestirs. Un altre exemple és Eduard el Màrtir.
Oswine va ser sepultat a Tynemouth, però amb el temps se'n van oblidar en quin lloc exacte. Es diu que el lloc de la seva sepultura va ser revelat a un monjo anomenat Edmund en una aparició I, i les seves relíquies van ser traslladades al priorat de Tynemouth l'any 1065. El culte a sant Oswine com a màrtir va ser degut perquè havia mort «si no per la fe de Crist, almenys per la justícia de Crist.»

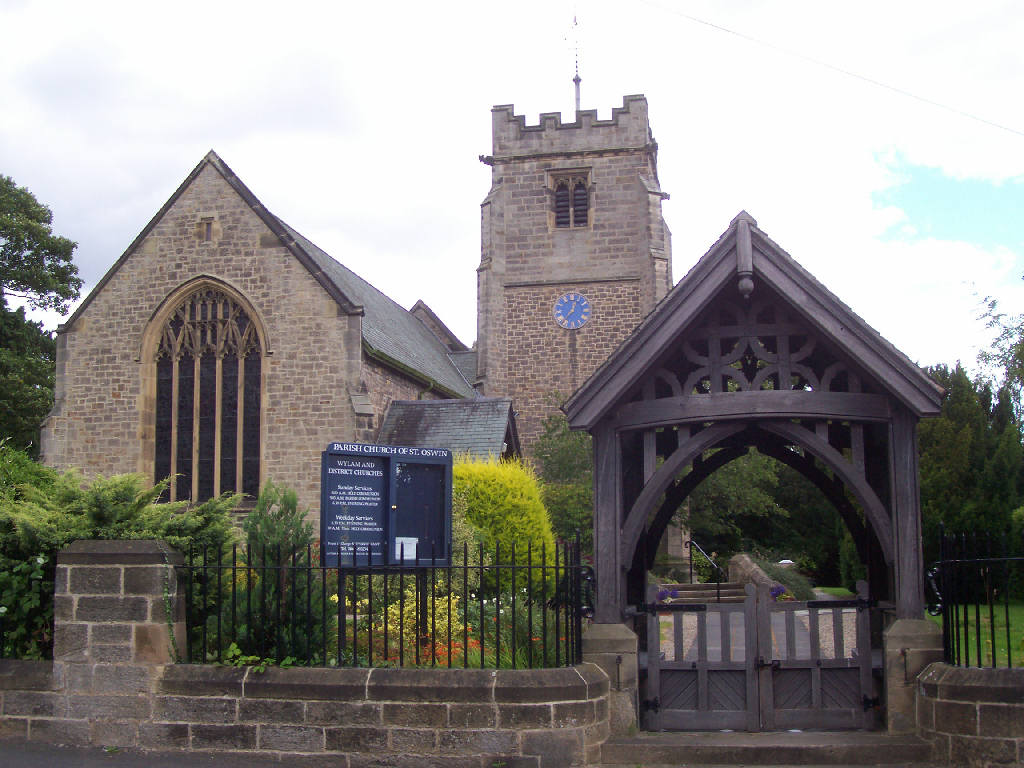
L'església de Wylam.

## L'església de sant Oswine a Wylam
L'església parroquial de Wylam, Northumberland, de culte anglicà, està dedicada a sant Oswine. Aquest edifici es va construir el 1886 i té una congregació d'uns 150 feligresos. L'església té sis campanes i serveis regulars cada diumenge.

## L'església de sant Oswine a Tynemouth
Sant Oswine és patró conjuntament amb la Mare de Déu de l'església catòlica de Tynemouth, situada al carrer Front Street, no gaire lluny de les ruïne del priorat on Oswine va estar enterrat.